# División de Honor B de rugby 2009-10
La temporada 2009-10 de la División de Honor B comenzó el 4 de octubre de 2009 y termina el 9 de mayo de 2010. Esta temporada 2009-2010 participan 8 equipos españoles en cada grupo. El calendario, que dura 8 meses, comprenderá un total de 117 partidos, en el que cada equipo se enfrentará a los otros 7 del grupo en una liga a doble vuelta, y unos Play-Off de ascenso a División de Honor que se disputan entre los 2 primeros de cada grupo con partidos a doble vuelta y una final a partido único. Los últimos de cada grupo descienden a Primera Nacional.
En esta temporada, se vuelve a la anterior normativa, y ascienden 2 equipos.

## Clasificación

### Grupo 1
| \| \| Clasificación Grupo 1 División de Honor B 2009-2010 \| |                                                     |     |    |   |    |     |     |      |     |     |     |
| Pos                                                          | Equipo                                              | Jug | V  | E | D  | PF  | PC  | +/-  | PBO | PBD | Pts |
| 1                                                            | Hernani C.R.E.                                      | 14  | 12 | 0 | 2  | 335 | 187 | 148  | 6   | 1   | 55  |
| 2                                                            | F.C. Barcelona                                      | 14  | 11 | 0 | 3  | 366 | 205 | 161  | 8   | 2   | 54  |
| 3                                                            | Barcelona Universitari Club                         | 14  | 8  | 1 | 5  | 317 | 206 | 111  | 5   | 5   | 44  |
| 4                                                            | Oviedo Feve R.C.                                    | 14  | 8  | 0 | 6  | 242 | 243 | -1   | 2   | 1   | 35  |
| 5                                                            | Vigo Universidade EDNON TRC                         | 14  | 5  | 1 | 8  | 223 | 254 | -31  | 0   | 5   | 27  |
| 6                                                            | Getxo R.T.                                          | 14  | 5  | 0 | 9  | 219 | 352 | -133 | 1   | 4   | 25  |
| 7                                                            | Durango Ilarduya R.T.                               | 14  | 3  | 0 | 11 | 190 | 323 | -133 | 2   | 5   | 19  |
| 8                                                            | Eibar Hierros Anetxe R.T.                           | 14  | 3  | 0 | 11 | 196 | 318 | -122 | 1   | 5   | 18  |
|                                                              | Clasificación Grupo 1 División de Honor B 2009-2010 |     |    |   |    |     |     |      |     |     |     |

### Grupo 2
| \| \| Clasificación Grupo 2 División de Honor B 2009-2010 \| |                                                     |     |    |   |    |     |     |      |     |     |     |
| Pos                                                          | Equipo                                              | Jug | V  | E | D  | PF  | PC  | +/-  | PBO | PBD | Pts |
| 1                                                            | Mercedes Benz Alcobendas                            | 14  | 11 | 0 | 3  | 448 | 209 | 239  | 8   | 1   | 53  |
| 2                                                            | CAU Valencia                                        | 14  | 10 | 1 | 3  | 461 | 236 | 225  | 7   | 0   | 49  |
| 3                                                            | C.R Liceo Francés                                   | 14  | 10 | 0 | 4  | 253 | 169 | 84   | 5   | 2   | 47  |
| 4                                                            | Complutense Cisneros                                | 14  | 8  | 0 | 6  | 376 | 275 | 101  | 5   | 3   | 40  |
| 5                                                            | C.R Atlético Portuense                              | 14  | 8  | 1 | 5  | 329 | 260 | 69   | 5   | 1   | 40  |
| 6                                                            | Helvetia Rugby                                      | 14  | 5  | 0 | 9  | 198 | 317 | -119 | 2   | 1   | 23  |
| 7                                                            | UMA C.R Málaga                                      | 14  | 2  | 0 | 12 | 240 | 478 | -238 | 1   | 2   | 11  |
| 8                                                            | Jaén R.C                                            | 14  | 1  | 0 | 13 | 136 | 497 | -361 | 1   | 3   | 8   |
|                                                              | Clasificación Grupo 2 División de Honor B 2009-2010 |     |    |   |    |     |     |      |     |     |     |

### Leyenda
- Pos = Posición
- Jug = Partidos Jugados
- V   = Victoria (se obtienen 4 puntos)
- E   = Empate (se obtienen 2 puntos)
- D   = Derrota (se obtienen 0 puntos)
- PF  = Puntos a Favor (Total de puntos conseguidos)
- PC  = Puntos en Contra(Total de puntos encajados)
- +/- = Diferencia de Puntos (El total de puntos a favor menos puntos en contra)
- PB  = Puntos Bonus
  - Los equipos pueden puntuar dos bonus adicionales cada partido de la jornada regular. Un punto bonus se puede ganar si cualquier equipo consigue cuatro ensayos o más en un partido, sin observar si gana, pierde o empata. Otro punto de bonus también se puede conseguir si al perder se pierde por un margen de 7 puntos o menos. Sólo un perdedor puede conseguir el máximo de 2 puntos bonus.
- Pts = Puntos totales

## Calendario y resultados

### Primera Jornada

#### Grupo 1
| Fecha        | Hora  | Local                  | Resultado | Visitante                   | Estadio                  | Árbitro    |
| 4 de octubre | 12:30 | Getxo Artea R.T.       | 19-18(b)  | Barcelona Universitari Club | C.D. Fadura              | Raposo     |
| 4 de octubre | 11:30 | Universidade EDNON TRC | 17(b)-20  | Oviedo Feve R.C.            | Campus Lagoas-Marcosende | Molpeceres |
| 4 de octubre | 12:30 | F.C. Barcelona         | 27(b)-15  | Eibar Hierros Anetxe R.T.   | La Teixonera             | Lázaro     |
| 4 de octubre | 12:00 | Hernani C.R.E          | 33(b)-8   | Durango R.T.                | Landare Toki             | Díaz       |

#### Grupo 2
| Fecha        | Hora  | Local                           | Resultado | Visitante          | Estadio                               | Árbitro       |
| 4 de octubre | 13:30 | Helvetia Rugby                  | 18-6      | C.R. Liceo Francés | Estadio de la Cartuja                 | Santos        |
| 3 de octubre | 16:30 | C.R. Complutense Cisneros       | 23-37(b)  | CAU Valencia       | Campo Central de Ciudad Universitaria | Atorrasagasti |
| 4 de octubre | 12:00 | C.R. Atco. Portuense            | 48(b)-7   | Jaén R.C.          | C.D. Puerto de Santa María            | Ruíz Jiménez  |
| 3 de octubre | 16:30 | Mercedes Benz España Alcobendas | 53(b)-6   | UMA C.R. Málaga    | Las Terrazas                          | Vergara       |

### Segunda Jornada

#### Grupo 1
| Fecha         | Hora  | Local                       | Resultado | Visitante              | Estadio           | Árbitro |
| 25 de octubre | 12:30 | Barcelona Universitari Club | 18(b)-19  | Hernani C.R.E.         | La Foixarda       | Chaves  |
| 24 de octubre | 16:30 | Oviedo Feve R.C.            | 26-3      | Getxo Artea R.T.       | Campo del Naranco | Lázaro  |
| 25 de octubre | 12:00 | Eibar Hierros Anetxe R.T.   | 17(b)-21  | Universidade EDNON TRC | U.N.B.E.          | Raposo  |
| 25 de octubre | 12:00 | Durango R.T.                | 3-26(b)   | F.C. Barcelona         | Arripausueta      | Santos  |

#### Grupo 2
| Fecha         | Hora  | Local              | Resultado | Visitante                       | Estadio                  | Árbitro    |
| 25 de octubre | 12:30 | C.R. Liceo Francés | 16-6      | CR Atlético Portuense           | Ramón Urtubi             | Montoya    |
| 25 de octubre | 12:00 | CAU Valencia       | 37(b)-3   | Helvetia Rugby                  | Campo del Río Turia      | Díaz       |
| 25 de octubre | 12:30 | UMA CR Málaga      | 14-25     | C.R. Complutense Cisneros       | Campo de Teatinos        | Bogas      |
| 25 de octubre | 11:00 | Jaén R.C.          | 15(b)-20  | Mercedes Benz España Alcobendas | Municipal Ramón Palacios | Molpeceres |

### Tercera Jornada

#### Grupo 1
| Fecha          | Hora  | Local                       | Resultado | Visitante                 | Estadio                  |
| 1 de noviembre | 11:30 | Barcelona Universitari Club | 15-6      | Oviedo Feve R.C.          | La Foixarda              |
| 31 de octubre  | 16:00 | Getxo Artea R.T.            | 19-10     | Eibar Hierros Anetxe R.T. | C.D. de Fadura           |
| 1 de noviembre | 11:30 | Universidade EDNON TRC      | 17-12(b)  | Durango R.T.              | Campus Lagoas-Marcosende |
| 1 de noviembre | 12:00 | Hernani C.R.E.              | 22-3      | F.C. Barcelona            | Landare Toki             |

#### Grupo 2
| Fecha          | Hora  | Local                     | Resultado | Visitante                       | Estadio                         |
| 31 de octubre  | 16:00 | C.R. Liceo Francés        | 29(b)-19  | CAU Valencia                    | Ramón Urtubi                    |
| 1 de noviembre | 13:30 | Helvetia Rugby            | 22(b)-9   | UMA C.R. Málaga                 | Estadio de la Cartuja           |
| 1 de noviembre | 12:30 | C.R. Complutense Cisneros | 46(b)-0   | Jaén R.C.                       | Central de Ciudad Universitaria |
| 1 de noviembre | 12:30 | C.R. Atlético Portuense   | 36-25     | Mercedes Benz España Alcobendas | C.D. Puerto de Santa María      |

### Cuarta Jornada

#### Grupo 1
| Fecha          | Hora  | Local                     | Resultado   | Visitante                   | Estadio           |
| 8 de noviembre | 12:00 | Oviedo Feve R.C.          | 22(b)-27(b) | Hernani C.R.E.              | Campo del Naranco |
| 8 de noviembre | 12:00 | Eibar Hierros Anetxe R.T. | 0-28(b)     | Barcelona Universitari Club |                   |
| 7 de noviembre | 16:00 | Durango R.T.              | 22(b)-21(b) | Getxo Artea R.T.            | Arripausueta      |
| 8 de noviembre | 12:30 | F.C. Barcelona            | 24-19(b)    | Universidade EDNON TRC      | C.D. Joan Gamper  |

#### Grupo 2
| Fecha          | Hora  | Local                           | Resultado | Visitante                 | Estadio                  |
| 8 de noviembre | 11:30 | CAU Valencia                    | 26-16     | C.R. Atco. Portuense      | Campo del Río Turia      |
| 7 de noviembre | 16:00 | UMA C.R. Málaga                 | 18-15(b)  | C.R. Liceo Francés        | Campo de Teatinos        |
| 7 de noviembre | 16:00 | Jaén R.C.                       | 3-32      | Helvetia Rugby            | Municipal Ramón Palacios |
| 8 de noviembre | 16:30 | Mercedes Benz España Alcobendas | 46(b)-16  | C.R. Complutense Cisneros | Las Terrazas             |

### Quinta Jornada

#### Grupo 1
| Fecha           | Hora  | Local                       | Resultado | Visitante                 | Estadio           |
| 14 de noviembre | 16:00 | Oviedo Feve R.C.            | 36(b)-7   | Eibar Hierros Anetxe R.T. | Campo del Naranco |
| 15 de noviembre | 12:00 | Barcelona Universitari Club | 28(b)-7   | Durango R.T.              | La Foixarda       |
| 15 de noviembre | 12:30 | Getxo Artea R.T.            | 5-34(b)   | F.C. Barcelona            | C.D. de Fadura    |
| 15 de noviembre | 12:00 | Hernani C.R.E.              | 12-0      | Universidade EDNON TRC    | Landare Toki      |

#### Grupo 2
| Fecha           | Hora  | Local                | Resultado | Visitante                       | Estadio                    |
| 15 de noviembre | 11:00 | CAU Valencia         | 55(b)-13  | UMA C.R. Málaga                 | Campo del Río Turia        |
| 14 de noviembre | 16:00 | C.R. Liceo Francés   | 7-0       | Jaén R.C.                       | Ramón Urtubi               |
| 15 de noviembre | 13:30 | Helvetia Rugby       | 5-25      | Mercedes Benz España Alcobendas | Estadio de La Cartuja      |
| 15 de noviembre | 12:30 | C.R. Atco. Portuense | 18-16(b)  | C.R. Complutense Cisneros       | C.D. Puerto de Santa María |

### Sexta Jornada

#### Grupo 1
| Fecha           | Hora  | Local                  | Resultado   | Visitante                   | Estadio                  |
| 22 de noviembre | 12:00 | Hernani C.R.E.         | 32(b)-8     | Eibar Hierros Anetxe R.T.   | Landare Toki             |
| 21 de noviembre | 17:00 | Durango R.T.           | 18(b)-24    | Oviedo Feve R.C.            | Arripausueta             |
| 22 de noviembre | 12:30 | F.C. Barcelona         | 31(b)-25(b) | Barcelona Universitari Club | C.D. Joan Gamper         |
| 22 de noviembre | 11:30 | Universidade EDNON TRC | 17(b)-24    | Getxo Artea R.T.            | Campus Lagoas-Marcosende |

#### Grupo 2
| Fecha           | Hora  | Local                           | Resultado | Visitante          | Estadio                         |
| 22 de noviembre | 12:30 | C.R. Atco. Portuense            | 43(b)-10  | UMA C.R. Málaga    | C.D. Puerto de Santa María      |
| 22 de noviembre | 13:00 | Jaén R.C.                       | 10-46(b)  | CAU Valencia       | Municipal Ramón Urtubi          |
| 21 de noviembre | 16:00 | Mercedes Benz España Alcobendas | 17-6      | C.R. Liceo Francés | Las Terrazas                    |
| 22 de noviembre | 13:00 | C.R. Complutense Cisneros       | 50(b)-19  | Helvetia Rugby     | Central de Ciudad Universitaria |

### Séptima Jornada

#### Grupo 1
| Fecha           | Hora  | Local                       | Resultado | Visitante              | Estadio           |
| 28 de noviembre | 17:00 | Eibar Hierros Anetxe R.T.   | 17(b)-22  | Durango R.T.           |                   |
| 29 de noviembre | 12:00 | Oviedo Feve R.C.            | 12-8(b)   | F.C. Barcelona         | Campo del Naranco |
| 29 de noviembre | 12:00 | Barcelona Universitari Club | 32(b)-23  | Universidade EDNON TRC | La Foixarda       |
| 28 de noviembre | 16:00 | Getxo Artea R.T.            | 11(b)-17  | Hernani C.R.E.         | C.D. de Fadura    |

#### Grupo 2
| Fecha           | Hora  | Local              | Resultado | Visitante                       | Estadio               |
| 28 de noviembre | 16:00 | UMA C.R. Málaga    | 23-21(b)  | Jaén R.C.                       | Campo de Teatinos     |
| 28 de noviembre | 16:00 | CAU Valencia       | 26-7      | Mercedes Benz España Alcobendas | Campo del Río Turia   |
| 28 de noviembre | 16:30 | C.R. Liceo Francés | 15-6      | C.R. Complutense Cisneros       | Ramón Urtubi          |
| 29 de noviembre | 13:30 | Helvetia Rugby     | 10(b)-13  | C.R. Atco. Portuense            | Estadio de La Cartuja |

### Octava Jornada

#### Grupo 1
| Fecha           | Hora  | Local                       | Resultado | Visitante              | Estadio           |
| 6 de diciembre  | 12:00 | Barcelona Universitari Club | 43(b)-12  | Getxo Artea R.T.       | La Foixarda       |
| 5 de diciembre  | 16:00 | Oviedo Feve R.C.            | 33(b)-17  | Universidade EDNON TRC | Campo del Naranco |
| 6 de diciembre  | 12:00 | Eibar Hierros Anetxe R.T.   | 5-34(b)   | F.C. Barcelona         | Campo del Naranco |
| 12 de diciembre | 16:00 | Durango R.T.                | 5-34(b)   | Hernani C.R.E.         | Arripausueta      |

#### Grupo 2
| Fecha           | Hora  | Local              | Resultado | Visitante                       | Estadio                        |
| 6 de diciembre  | 16:00 | C.R. Liceo Francés | 16-6      | Helvetia Rugby                  | Ramón Urtubi                   |
| 12 de diciembre | 16:00 | CAU Valencia       | 22-32     | C.R. Complutense Cisneros       | Campo del Río Turia            |
| 5 de diciembre  | 16:00 | UMA C.R. Málaga    | 25-43(b)  | Mercedes Benz España Alcobendas | Campo de Teatinos              |
| 7 de diciembre  | 12:30 | Jaén R.C.          | 17-48(b)  | C.R. Atco. Portuense            | Campo municipal Ramón Palacios |

### Novena Jornada

#### Grupo 1
| Fecha        | Hora  | Local                  | Resultado   | Visitante                   | Estadio                  |
| 7 de febrero | 12:00 | Hernani C.R.E.         | 17-25       | Barcelona Universitari Club | Landare Toki             |
| 13 de marzo  | 16:00 | Getxo Artea R.T.       | 18-8        | Oviedo Feve R.C.            | C.D. de Fadura           |
| 10 de enero  | 11:30 | Universidade EDNON TRC | 17(b)-18    | Eibar Hierros Anetxe R.T.   | Campus Lagoas-Marcosende |
| 10 de enero  | 12:30 | F.C. Barcelona         | 28-22(b)(b) | Durango R.T.                | C.D. Joan Gamper         |

#### Grupo 2
| Fecha       | Hora  | Local                           | Resultado | Visitante          | Estadio                         |
| 10 de enero | 12:30 | C.R. Atlético Portuense         | 3(b)-6    | C.R. Liceo Francés | C.D. Puerto de Santa María      |
| 17 de enero | 12:00 | Helvetia Rugby                  | 7-24      | CAU Valencia       | Estadio de la Cartuja           |
| 16 de enero | 16:00 | C.R. Complutense Cisneros       | 37(b)-14  | UMA CR Málaga      | Central de Ciudad Universitaria |
| 10 de enero | 12:00 | Mercedes Benz España Alcobendas | 56(b)-0   | Jaén R.C.          | Las Terrazas                    |

### Décima Jornada

#### Grupo 1
| Fecha       | Hora  | Local                     | Resultado | Visitante                   | Estadio           |
| 31 de enero | 12:00 | Oviedo Feve R.C.          | 9-3(b)    | Barcelona Universitari Club | Campo del Naranco |
| 30 de enero | 16:30 | Eibar Hierros Anetxe R.T. | 24(b)-5   | Getxo Artea R.T.            |                   |
| 31 de enero | 11:30 | Durango R.T.              | 3-15      | Universidade EDNON TRC      | Arripausueta      |
| 31 de enero | 12:30 | F.C. Barcelona            | 25(b)-27  | Hernani C.R.E.              | C.D. Joan Gamper  |

#### Grupo 2
| Fecha       | Hora  | Local                           | Resultado | Visitante                 | Estadio                  |
| 30 de enero | 16:00 | CAU Valencia                    | 20-30(b)  | C.R. Liceo Francés        | Campo del Río Turia      |
| 30 de enero | 16:00 | UMA C.R. Málaga                 | 24(b)-25  | Helvetia Rugby            | Campo de Teatinos        |
| 31 de enero | 12:00 | Jaén R.C                        | 17(b)-20  | C.R. Complutense Cisneros | Municipal Ramón Palacios |
| 31 de enero | 12:30 | Mercedes Benz España Alcobendas | 43(b)-8   | C.R. Atco. Portuense      | Las Terrazas             |

### Undécima Jornada

#### Grupo 1
| Fecha         | Hora  | Local                       | Resultado | Visitante                 | Estadio                  |
| 21 de febrero | 12:00 | Hernani C.R.E.              | 13-3      | Oviedo Feve R.C.          | Landare Toki             |
| 21 de febrero | 12:30 | Barcelona Universitari Club | 29(b)-13  | Eibar Hierros Anetxe R.T. | La Foixarda              |
| 20 de febrero | 16:00 | Getxo Artea R.T.            | 24(b)-13  | Durango R.T.              | C.D. de Fadura           |
| 21 de febrero | 11:30 | Universidade EDNON TRC      | 8(b)-13   | F.C. Barcelona            | Campus Lagoas-Marcosende |

#### Grupo 2
| Fecha         | Hora  | Local                     | Resultado   | Visitante                       | Estadio                               |
| 20 de febrero | 17:00 | C.R. Atco. Portuense      | 14-14       | CAU Valencia                    | C.D. Puerto de Santa María            |
| 21 de febrero | 16:00 | C.R. Liceo Francés        | 47(b)-27(b) | UMA C.R. Málaga                 | Ramón Urtubi                          |
| 21 de febrero | 12:30 | Helvetia Rugby            | 27(b)-5     | Jaén R.C.                       | Estadio de la Cartuja                 |
| 20 de febrero | 16:00 | C.R. Complutense Cisneros | 18(b)-24(b) | Mercedes Benz España Alcobendas | Campo Central de Ciudad Universitaria |

### Duodécima Jornada

#### Grupo 1
| Fecha      | Hora  | Local                     | Resultado | Visitante                   | Estadio                  |
| 6 de marzo | 16:30 | Eibar Hierros Anetxe R.T. | 29-3      | Oviedo Feve R.C.            |                          |
| 7 de marzo | 12:00 | Durango R.T.              | 20(b)-24  | Barcelona Universitari Club | Arripausueta             |
| 7 de marzo | 12:30 | F.C. Barcelona            | 48(b)-10  | Getxo Artea R.T.            | C.D. Joan Gamper         |
| 7 de marzo | 11:30 | Universidade EDNON TRC    | 12-8(b)   | Hernani C.R.E.              | Campus Lagoas-Marcosende |

#### Grupo 2
| Fecha      | Hora  | Local                           | Resultado | Visitante            | Estadio                               |
| 7 de marzo | 11:30 | UMA C.R. Málaga                 | 15-31(b)  | CAU Valencia         | Campo de Teatinos                     |
| 7 de marzo | 12:30 | Jaén R.C.                       | 3-31(b)   | C.R. Liceo Francés   | Municipal Ramón Palacios              |
| 6 de marzo | 16:00 | Mercedes Benz España Alcobendas | 45(b)-3   | Helvetia Rugby       | Las Terrazas                          |
| 7 de marzo | 13:30 | C.R. Complutense Cisneros       | 42(b)-19  | C.R. Atco. Portuense | Campo Central de Ciudad Universitaria |

### Decimotercera Jornada

#### Grupo 1
| Fecha       | Hora  | Local                       | Resultado   | Visitante              | Estadio           |
| 27 de marzo | 17:00 | Eibar Hierros Anetxe R.T.   | 19(b)-25(b) | Hernani C.R.E.         |                   |
| 27 de marzo | 17:00 | Oviedo Feve R.C.            | 19-15(b)    | Durango R.T.           | Campo del Naranco |
| 28 de marzo | 12:00 | Barcelona Universitari Club | 11(b)-12    | F.C. Barcelona         | La Foixarda       |
| 28 de marzo | 12:00 | Getxo Artea R.T.            | 20(b)-22    | Universidade EDNON TRC | C.D. de Fadura    |

#### Grupo 2
| Fecha       | Hora  | Local              | Resultado   | Visitante                       | Estadio               |
| 27 de marzo | 18:00 | UMA C.R. Málaga    | 23(b)-30(b) | C.R. Atco. Portuense            | Campo de Teatinos     |
| 27 de marzo | 16:00 | CAU Valencia       | 74(b)-7     | Jaén R.C.                       | Campo del Río Turia   |
| 27 de marzo | 16:00 | C.R. Liceo Francés | 15(b)-16    | Mercedes Benz España Alcobendas | Ramón Urtubi          |
| 28 de marzo | 13:00 | Helvetia Rugby     | 16-33(b)    | C.R. Complutense Cisneros       | Estadio de La Cartuja |

### Decimocuarta Jornada

#### Grupo 1
| Fecha       | Hora  | Local                  | Resultado   | Visitante                   | Estadio                  |
| 10 de abril | 16:00 | Durango R.T.           | 20-14(b)    | Eibar Hierros Anetxe R.T.   | Arripausueta             |
| 11 de abril | 12:00 | F.C. Barcelona         | 53(b)-21    | Oviedo Feve R.C.            | C.D. Joan Gamper         |
| 11 de abril | 17:00 | Universidade EDNON TRC | 18-18       | Barcelona Universitari Club | Campus Lagoas-Marcosende |
| 11 de abril | 12:00 | Hernani C.R.E.         | 50(b)-28(b) | Getxo Artea R.T.            | Landare Toki             |

#### Grupo 2
| Fecha       | Hora  | Local                           | Resultado   | Visitante          | Estadio                         |
| 10 de abril | 15:30 | Jaén R.C.                       | 31(b)-17    | UMA C.R. Málaga    | Municipal Ramón Palacios        |
| 10 de abril | 16:30 | Mercedes Benz España Alcobendas | 28(b)(b)-30 | CAU Valencia       | Las Terrazas                    |
| 10 de abril | 16:30 | C.R. Complutense Cisneros       | 10(b)-14    | C.R. Liceo Francés | Central de Ciudad Universitaria |
| 11 de abril | 12:30 | C.R. Atco. Portuense            | 27(b)-5     | Helvetia Rugby     | C.D. Puerto de Santa María      |

## Play Off de Ascenso
Ida:
|  | Local | vs. | Visita |  |  |

|  | Local | vs. | Visita |  |  |

Vuelta:
|  | Local | vs. | Visita |  |  |

|  | Local | vs. | Visita |  |  |

- Ascienden a División de Honor los equipos CAU Valencia y Mercedes Benz España Alcobendas.

## Descenso a Primera Nacional
Desciende el perdedor de esta eliminatoria.

### Ida
|  | Local | vs. | Visita |  |  |

### Vuelta
|  | Local | vs. | Visita |  |  |

- Desciene a Primera Nacional el equipo UMA C.R Málaga.
- El equipo Jaén R.C. desciende directamente al renunciar a disputar eliminatoria alguna. El Durango Ilarduya R.T. y el perdedor de esta eliminatoria (Eibar Hierros Anetxe R.T.), juegan una eliminatoria de ascenso contra los equipos perdedores de la eliminatoria de Promoción a División de Honor B, que según se ve más adelante, fueron A.D. Ingenieros Industriales y C.D. Arquitectura.

## Promoción División de Honor B/Primera Nacional

### Eliminatorias

#### Promoción de Ascenso
Ascienden los ganadores de estas eliminatorias.

##### Semifinales
Ida:
|  | Local | vs. | Visita |  |  |

|  | Local | vs. | Visita |  |  |

Vuelta:
|  | Local | vs. | Visita |  |  |

|  | Local | vs. | Visita |  |  |

##### Final
|  | Local | vs. | Visita |  |  |

| Campeón de Primera Nacional Ponent R.C. |

- Ascienden a División de Honor B los equipos Ponent R.C. y Uribealdea R.T..
- A.D. Ingenieros Industriales y C.D. Arquitectura juegan una eliminatoria de ascenso contra los equipos Durango Ilarduya R.T. y Eibar Hierros Anetxe R.T. (equipos que no lograron la permanencia en eliminatorias anteriores).

#### Repesca de Ascenso/Permanencia
Ascienden (o permanecen) los ganadores de estas eliminatorias.
Ida:
|  | Local | vs. | Visita |  |  |

|  | Local | vs. | Visita |  |  |

Vuelta:
|  | Local | vs. | Visita |  |  |

|  | Local | vs. | Visita |  |  |

- Ascienden (o permanecen) a División de Honor B los equipos Durango Ilarduya R.T. y C.D. Arquitectura.

| Predecesor: DHB 2008-09 | DHB 2009-10 | Sucesor: DHB 2010-11 |